# Shamistan Alizamanli
 (septembre 2013).
Shamistan Alizamanli (azéri : Şəmistan Əlizamanlı) (né le 4 février 1959) est un annonceur de la République d'Azerbaïdjan, auteur de nombreuses musiques patriotiques et présentateur de télévision.

## Biographie
Shamistan Alizamanli est diplômé de l'Université de la Culture et des Arts d'Azerbaïdjan. Il a commencé à travailler en tant qu'annonceur à la télévision et à la radio azérie.

## Carrière
Depuis l'année 1993, il a commencé sa carrière de chanteur. Il interprète des chansons militaires et patriotiques comme Soldat courageux (İgid əsgər), Monsieur le lieutenant (Cənab Leytenant), Premier Bataillon (Birinci batalyon), Falcons (Şahinlər), Propriété du pays (Vətən əmanəti).

## Albums
Il est l'auteur de trois albums :
- La Patrie appelle ! (Çağırır vətən)
- Propriété du pays (Vətən əmanəti)
- La Mère-Patrie (Ana yurdum)

## Clips vidéo
Il est l'auteur de clips vidéo :
- Donnez-nous le chemin des montagnes du Caucase! (Qafqaz dağı yol ver bizə)[3]
- Soldat courageux (Igid Əsgər)[4]
- La Mer Noire inquiète (Çırpınırdı Qara dəniz)[5]
- Gulistan (Gülüstan)[6]
- Soit Karabakh ou la mort (Ya Qarabağ Ya Ölüm)[7]

## Filmographie
Ses films ont été diffusés par Shamistan Alizamanli :
- 1993 : Des gens étranges apportent de mauvaises nouvelles (Bəd xəbərlər gətirən qəribə adamlar)
- 2001 : Gudyalchay (Qudyalçay)
- 2003 : Keroglu (Koroğlu)
- 2003 : Grands Commandants (Dahi sərkərdələr)[3]

## Référence
1. ↑  « Азербайджанский Левитан возвращается в эфир » (consulté le 16 juillet 2011)
2. ↑  « Vətənpərvərlik sahəsi şou deyil » [archive du 20 juillet 2013] (consulté le 16 juillet 2011)
3. 1 2  « https://www.youtube.com/watch?v=Dv4iC2gjtcM » (consulté le 16 juillet 2011)
4. ↑  « Şəmistan Əlizamanlı - İgid Əsgər Möhkəm Dayan » (consulté le 16 juillet 2011)
5. ↑  « Shamistan Alizamanli - Cirpinirdi Qara Deniz » (consulté le 16 juillet 2011)
6. ↑  « gulistan semistan alizamanli 1 » (consulté le 16 juillet 2011)
7. ↑  « Ya Qarabağ Ya Ölüm Filmi » (consulté le 16 juillet 2011)